# Wólka (Końskie)
Pour les articles homonymes, voir Wólka.
Wólka est une localité polonaise de la gmina de Słupia Konecka, située dans le powiat de Końskie en voïvodie de Sainte-Croix.